# Мэннинг, Челси
Че́лси Эли́забет Мэ́ннинг (англ. Chelsea Elizabeth Manning; имя при рождении — Брэ́дли Э́двард Мэ́ннинг, англ. Bradley Edward Manning, род. 17 декабря 1987) — американская общественная и политическая деятельница.
С 2007 года Мэннинг, ещё будучи мужчиной, находился на службе в армии США. Получив назначение в 2009 году в Ираке в качестве аналитика разведки, Мэннинг имел доступ к большому объёму секретных документов, включая запись с расстрелом американскими военными мирных иракцев в начале 2010 года он передал эти данные своему интернет-знакомому по имени Адриан Ламо на сайте «WikiLeaks». Адриан Ламо косвенно проинформировал Управление уголовных расследований в армии США и 27 мая 2010 года был задержан американскими властями, а в 2013 году — приговорён к 35 годам тюремного заключения. Дело Мэннинг вызвало широкий общественный резонанс.
Находясь в заключении, Мэннинг объявила о смене имени с Брэдли на Челси и начала процедуру трансгендерного перехода. 17 января 2017 года Челси Мэннинг была помилована президентом США Бараком Обамой и в мае 2017 года вышла на свободу. Однако в марте 2019 года Мэннинг была вновь арестована в США за отказ давать показания против основателя «WikiLeaks» Джулиана Ассанжа. В апреле 2019 газета The Canary признала Мэннинг узником совести, обвинив Amnesty International в проамериканской предвзятости за исключение Мэннинг. В марте 2020 года Мэннинг была освобождена.

## Ранние годы и личная жизнь
Брэдли Мэннинг родился в небольшом городе (население чуть более тысячи человек) Крисэнт, штат Оклахома в семье американца и британки валлийского происхождения. Брэдли рос слабым и замкнутым ребёнком. Он с самого детства считал себя девочкой, но думал, что это ненормально, и пытался бороться с этим.
Сестра Мэннинг Кэсси рассказала суду, что оба их родителя были алкоголиками, а её мать пила во время беременности. Капитан Дэвид Молтон, психиатр Военно-морских сил, высказал суду оценку, что лицо Мэннинг демонстрировало признаки наличия у него фетального алкогольного синдрома.
Его родители развелись, когда ему было 13 лет, вместе с матерью он уехал в её родной город Хаверфордуэст (Великобритания). После окончания школы в Хаверфордуэсте Мэннинг вернулся в США.

## Служба в армии и арест

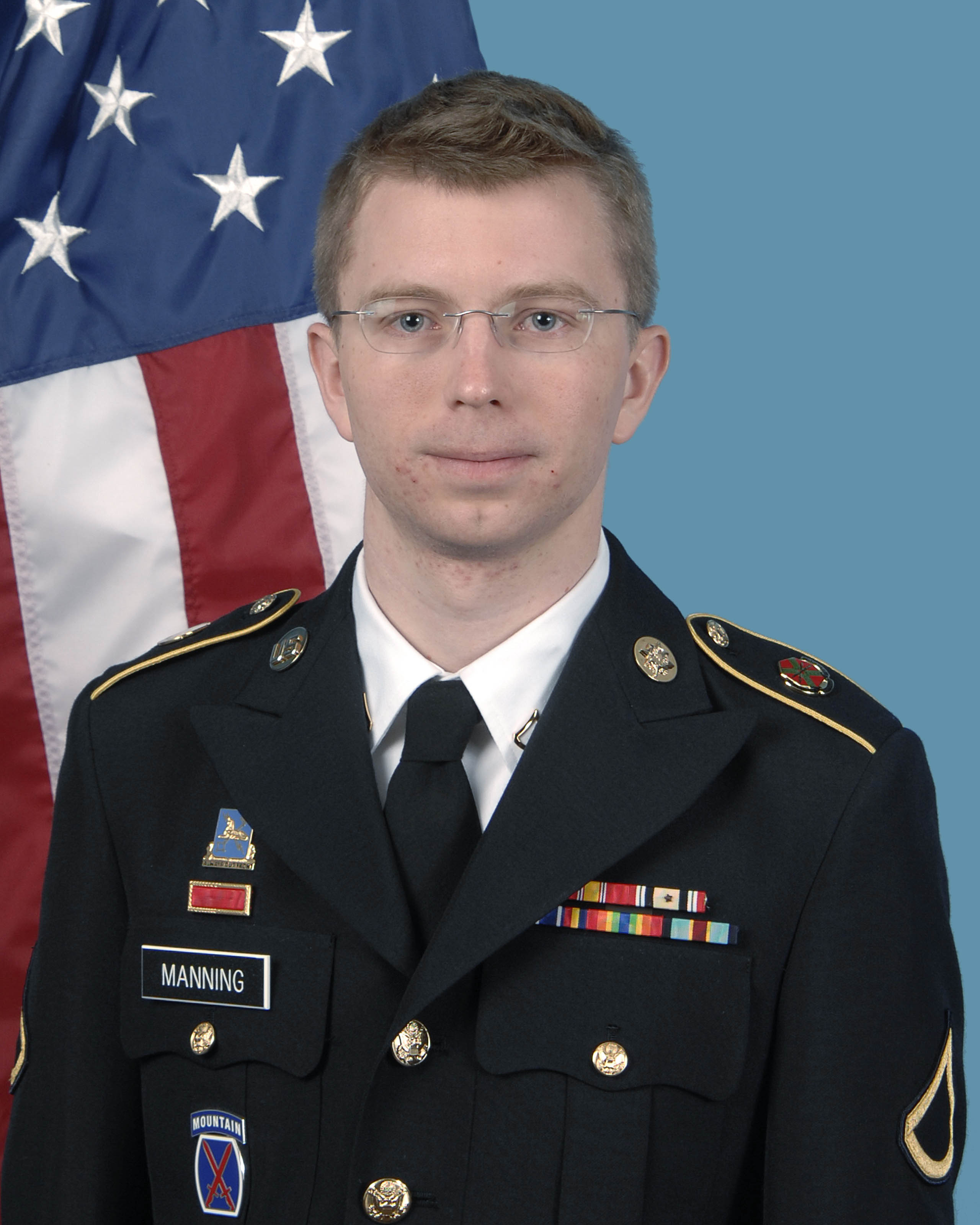
Фото Мэннинга на службе в армии

В 2007 году Мэннинг поступил на службу в американскую армию. До ареста он являлся рядовым первого класса, специалистом по анализу разведывательных данных при батальоне поддержки 2-й бригады 10-й горнопехотной дивизии, входившей в американский контингент в Ираке. Он попал в Ирак несмотря на то, что начальство сомневалось в целесообразности его отправки туда, зная об эмоциональной нестабильности Мэннинг, вызванной, как считалось, законом «Не спрашивай, не говори» (Мэннинг заявлял, что он гомосексуален, но из-за закона не мог быть открытым геем).
По долгу службы Мэннинг занимался первоначальным анализом разведывательной информации, связанной с Ираком, и у него был доступ к совершенно секретным сведениям. Во время работы он обнаружил засекреченную видеозапись расстрела мирных людей с американского боевого вертолёта. В начале апреля 2010 года Брэдли выложил её в интернете. Публикация этого видео вызвала большой общественный резонанс. Власти США заявили, что проведут тщательное расследование расстрела. Одновременно американские контрразведчики начали поиск человека, опубликовавшего видеозапись.
В середине мая 2010 года Мэннинг вышел на связь с журналистом и бывшим хакером Адрианом Ламо. В приватном чате Мэннинг рассказал ему о том, что именно он передал сайту «WikiLeaks» запись с расстрелом американскими военными мирных иракцев. Помимо этого, по словам Мэннинга, он также получил доступ к огромному количеству секретных военных документов, втайне от начальства скопировав их на CD-RW диск, ранее содержавший песни Леди Гага. «Я надеюсь на международное обсуждение, дебаты и реформы <…> Если же этого не будет, то мы [человечество] обречены как вид», — объяснил свои действия Мэннинг.
Мэннинг был арестован по доносу Адриана Ламо в конце мая 2010 года. Без предъявления обвинения в течение двух месяцев он содержался в тюрьме при американской военной базе Кемп-Арифжан (Кувейт), затем в июле 2010 года был вывезен в США. Мэннингу были предъявлены обвинения по статьям 92 и 134 Кодекса военной юстиции США. Максимальный возможный тюремный срок по этому обвинению составляет 52 года.
2 марта 2011 года стало известно, что к первоначальным обвинениям добавились ещё 22, максимальным наказанием за одно из которых могла стать смертная казнь.
Предварительное военное слушание согласно статье 32 состоялось 23 февраля 2012 года в штаб-квартире Агентства национальной безопасности Форт-Мид. В ходе слушаний обвиняемый Мэннинг отсрочил на более поздний срок решение, делать ли заявление.

## Предварительное заключение и общественная реакция

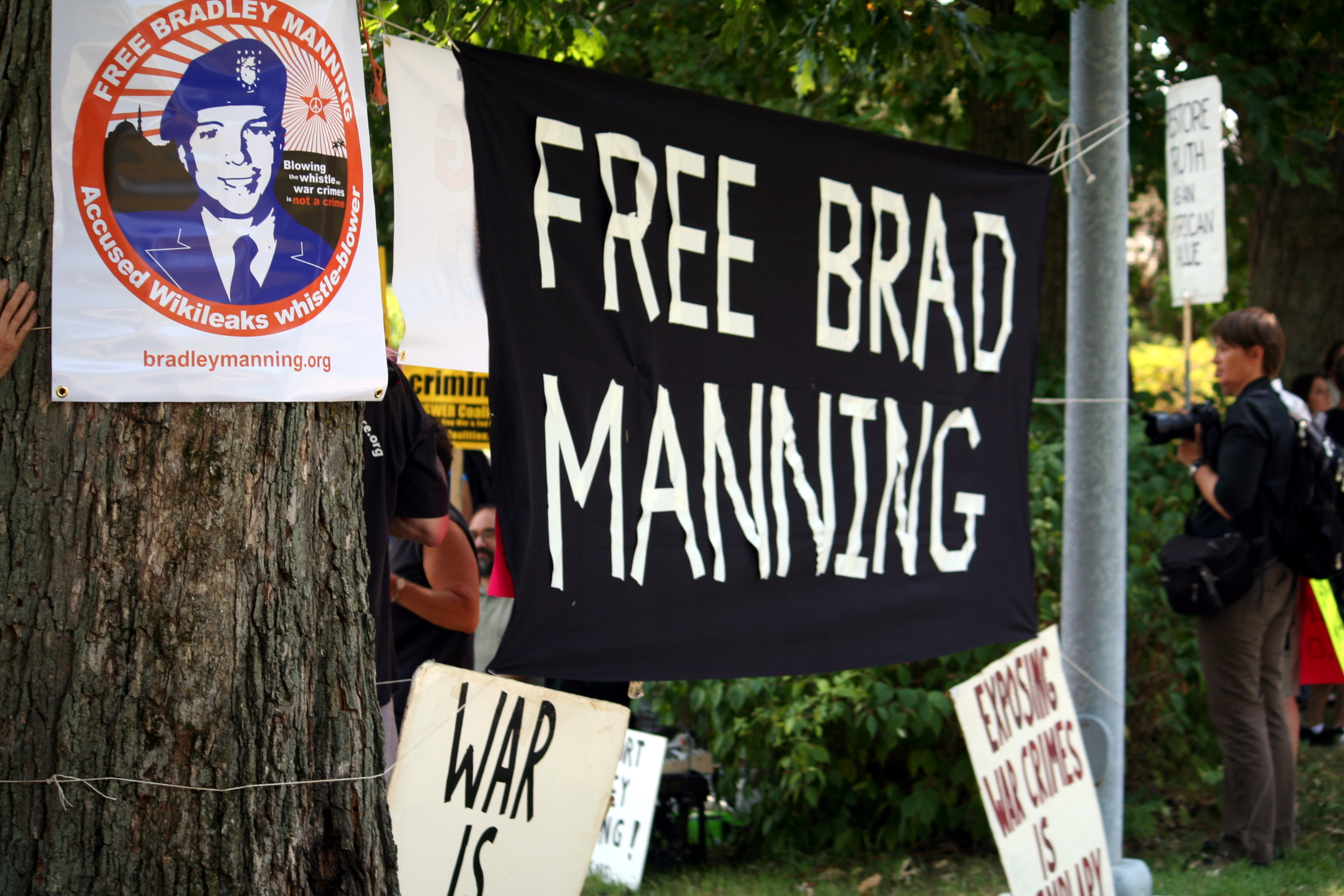
Акция в поддержку Мэннинга, Куантико штат Вирджиния 8 августа 2010

Дело Мэннинга вызвало в США большой общественный резонанс, тем более что в прессу постоянно попадают данные, свидетельствующие о том, что условия его содержания под стражей далеки от цивилизованных. Те, кто видел Мэннинга после ареста, говорили, что опасаются за его психическое здоровье, так как он может не выдержать оказываемого на него давления и постоянных унижений. Через своего адвоката, Дэвида Кумбса, Мэннинг опубликовал письмо, в котором сам рассказал об условиях своего содержания под арестом. В частности, под предлогом защиты от возможного суицида, он находился в одиночной камере в течение почти всего дня, охранниками устраивались постоянные и безосновательные проверки, ночью и во время утреннего осмотра он находился без одежды.
В защиту Мэннинга выступали многие правозащитные организации, в частности «Amnesty International» («Международная амнистия»), представители которой в январе 2011 года опубликовали открытое письмо в его поддержку, обращённое к министру обороны США Роберту Гейтсу. О своей поддержке Мэннинга также заявили кинематографист Майкл Мур и «разоблачитель Пентагона» Даниэль Эллсберг.
Майк Гогулски, эмигрант из США, проживающий в Словакии, создал в июне 2010 года «Сеть поддержки Брэдли Мэннинга», проводившую митинги, а также протесты возле тюрьмы, где тот содержался, а к августу 2012 более 12 000 человек внесли в фонд Сети пожертвования на общую сумму 650 000 долларов США, из которых 15 100 долларов поступило от «WikiLeaks».
10 марта 2011 года, выступая в Массачусетском технологическом институте, пресс-секретарь Госдепа США Филипп Кроули сказал: «То, что происходит с Мэннингом, это глупо и контрпродуктивно. Не знаю, почему министерство обороны это делает». 14 марта чиновник подал в отставку. Барак Обама, которого попросили прокомментировать данную ситуацию, заявил, что по его сведениям, условия содержания Мэннинга отвечают существующим стандартам.

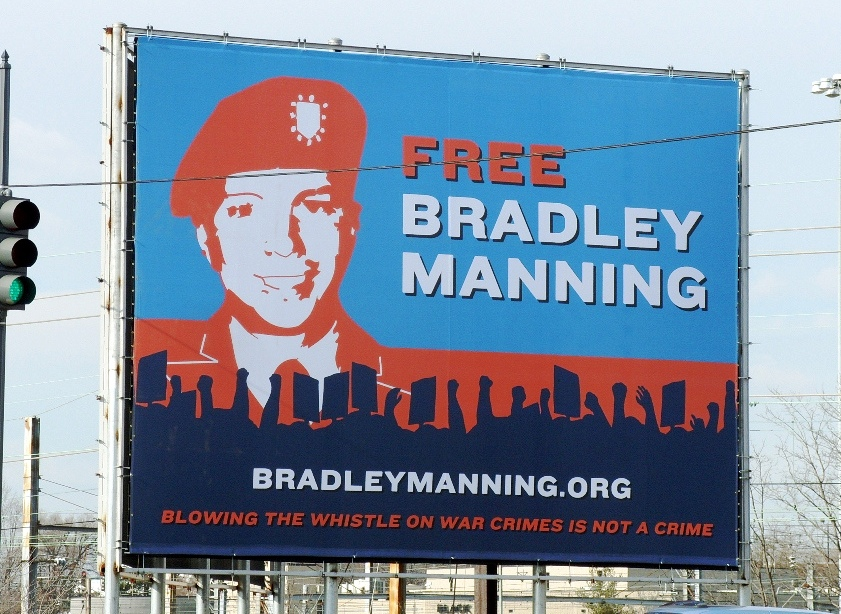
Билборд в Вашингтоне в поддержку Мэннинга: «Свободу Брэдли Мэннингу. Сообщить о военных преступлениях — это не преступление».

В 2011 и 2012 годах кандидатура Мэннинга выдвигалась на получение Нобелевской премии мира, в последний раз его выдвинули Oklahoma Center for Conscience and Peace Research и три члена исландского парламента.
Информация об условиях содержания Брэдли Мэннинга вызвала общественный скандал. Более 250 самых выдающихся ученых-правоведов Америки подписали письмо с протестом против обращения в военной тюрьме с ним, утверждая, что его «унижающие достоинство и бесчеловечные условия» являются незаконными, неконституционными.
Среди подписавших это письмо был Лоуренс Трайб, профессор Гарварда, который преподавал конституционное право Бараку Обаме. Трайб заявил, что к Мэннингу «применяются жестокие и необычные наказания такого рода, которые по конституции не могут быть применены даже к лицам, осужденным за ужасные преступления». Он отмечал: «обращение с Брэдли Мэннингом было жестоким и бесчеловечным», согласно правилам ООН о пытках, о чём так же сообщил спецдокладчик ООН.

## Приговор
Суд по делу Мэннинга проходил в период с 4 февраля по 15 марта 2013 года. 21 августа военный трибунал США приговорил Мэннинга к 35 годам лишения свободы за передачу секретных документов сайту «Wikileaks», с правом досрочного освобождения через девять лет. Помимо этого, он был понижен в звании с рядовой первого класса до рядового и уволен из американской армии с лишением всех прав и привилегий. Мэннинг написал на имя президента США Барака Обамы прошение о помиловании.

## Трансгендерный переход
На следующий день после оглашения приговора Мэннинг объявила о том, что является транс-женщиной, и попросила, чтобы её называли Челси Элизабет. Она заявила, что с самого детства считала себя девочкой, но думала, что это ненормально, и пыталась бороться с этим, даже пошла служить, чтобы начать чувствовать себя мужчиной. Адвокат Мэннинг сообщил, что его подзащитная готова самостоятельно оплатить эстрогенные препараты, которые будут способствовать развитию у неё женских половых признаков, и согласна содержаться в карцере вместе с мужчинами. Защита заявила об уверенности в том, что Мэннинг не гомосексуал, а страдает от нарушения гендерной идентичности.
Через несколько дней после заявления Мэннинг «Ассошиэйтед Пресс» и «The New York Times» приняли решение называть Мэннинг Челси и писать о ней в женском роде.
В апреле 2014 года суд штата Канзас разрешил Мэннинг сменить имя на женское Челси Элизабет. Однако, несмотря на изменение паспортных данных, в женскую тюрьму её не перевели и не позволили носить женскую прическу и одежду.
13 февраля 2015 года американский суд разрешил Мэннинг пройти курс заместительной гормональной терапии. И в феврале 2015 года стало известно, что впервые в истории вооруженных сил США Мэннинг прошла эту терапию, оставаясь при этом в тюрьме на военной базе Форт-Ливенуорт.
В марте 2015 года военный апелляционный суд в Вашингтоне признал Мэннинг женщиной.

## Отбывание наказания
В марте 2015 года агентство «Bloomberg News» сообщило, что Мэннинг могут посещать только те, кого она назвала до её заключения, но не журналисты. Она не может быть сфотографирована, не может давать интервью на видеокамеру. Мэннинг не разрешается просматривать веб-страницы, но она имеет доступ к печатным новостям и к новым текстам по гендерной теории.
В апреле 2015 года правозащитная организация «Amnesty International» разместила в Интернете письмо от Мэннинг, в котором она рассказала о своей повседневной жизни: «Мои дни здесь заняты и весьма рутинны… Я получаю корреспонденцию из колледжа с курсов заочного обучения на получение степени бакалавра. Я также много работаю над тем, чтобы оставаться в форме, читаю газеты, журналы и книги, чтобы быть в курсе современных текущих событий по всему миру и изучать новые вещи».
В том же месяце, «Cosmopolitan» опубликовал первое интервью с Мэннинг из тюрьмы, взятое по почте. «Cosmo» сообщил, что Мэннинг с оптимизмом смотрит на произошедший с ней прогресс, но сетует, что ей не разрешается отращивать длинные волосы: по её словам, это «больно и неловко… Я разбита. Каждый день я чувствую себя в порядке, но ночью, когда остаюсь одна в своей камере, я вконец выгораю и чувствую себя разбитой». Мэннинг сказала, что было «очень большим облегчением» объявить, что она женщина, и не бояться общественного резонанса. «Честно говоря, я не сильно беспокоюсь о том, что люди на свободе могут подумать обо мне. Я просто стараюсь быть самой собой». Согласно «Cosmo», камера у Мэннинг с «двумя высокими вертикальными окнами, которые обращены к солнцу», через которые она может видеть «деревья, и холмы, и голубое небо, и всё, что находится за зданиями и колючей проволокой». Мэннинг отрицает сексуальные домогательства со стороны других заключённых и утверждает, что с некоторыми из них у неё сложились близкие доверительные отношения.

### Журналистская деятельность
В феврале 2015 года Кэтрин Винер, главный редактор «Guardian US», объявила о том, что Мэннинг сотрудничает с «The Guardian» в качестве автора мнений на темы о войне, гендерным вопросам и свободе информации. Винер добавила, что сотрудничество Мэннинг будет бесплатным. В 2014 году «The Guardian» опубликовала две «op-ed» статьи Мэннинг: «Как заставить ИГИЛ упасть на свой собственный меч» (16 сентября) и «Я трансгендерная женщина, а правительство отрицает мои гражданские права» (8 декабря). 9 марта 2015 года Мэннинг выступила с новым заявлением «Палачи из ЦРУ и их руководители, которые одобрили их действия, должны предстать перед законом».
В апреле 2015 года Мэннинг начала общаться через «Twitter», под псевдонимом @xychelsea, диктуя по телефону посредникам, которые затем размещают твиты от её имени.

### Госпитализация
5 июля 2016 года Мэннинг была доставлена в больницу после инцидента, который средства массовой информации охарактеризовали как попытку самоубийства. В ноябре 2016 года Мэннинг сообщила, что она совершила вторую попытку самоубийства 4 октября 2016 года, в первую ночь своего одиночного заключения.

## Смягчение приговора
В январе 2017 года президент США Барак Обама помиловал Мэннинг, существенно сократив срок её тюремного заключения. В результате Мэннинг вышла на свободу 17 мая 2017 года. Бывший сотрудник американских спецслужб Эдвард Сноуден поблагодарил Обаму за смягчение приговора Мэннинг. «Пусть это будет сказано здесь со всей серьёзностью, с добрым сердцем: Спасибо, Обама», — говорилось в сообщении Сноудена в Twitter.
При этом Челси Мэннинг останется на службе американской армии, хотя и не будет получать жалование.

## Участие в политике
В январе 2018 г. Челси Мэннинг подала заявку на участие в выборах в Сенат США от демократов в штате Мэриленд. 26 июня 2018 года Мэннинг заняла второе место среди восьми демократов, борющихся за кандидатуру сенатора США от своей партии на первичных выборах в Мэриленде. Мэннинг получила 5,8 % голосов избирателей.

## Новый арест
В марте 2019 года Мэннинг отказалась ответить на вопрос присяжных в суде города Александрия (штат Вирджиния) по делу WikiLeaks. В связи с этим она была заключена под стражу на два месяца. После выхода из заключения Мэннинг заявила, что не исключает вероятности нового тюремного срока. 16 мая 2019 её снова отправили в федеральную тюрьму за отказ давать показания перед большим жюри. Новый срок заключения установлен в 18 месяцев.
11 марта 2020 года была подтверждена информация о третьей попытке самоубийства Челси Мэннинг. Вскоре после этого в марте 2020 года Мэннинг была освобождена.